# Max Looff
Max Looff, född 2 maj 1874 i Strasbourg, död 20 september 1954 i Östberlin, var en tysk officer i tyska kejserliga marinen som steg till graden viceamiral. 
Looff sökte sig till den tyska kejserliga marinen år 1891, och fullbordade sin grundutbildning på korvetten SMS Stosch. Efter examen började han vid militärhögskolan i Kiel där han fullgjorde sin utbildning 11 april 1892 och upphöjdes till kadett.
Looff var från 1 april 1914 befälhavare på kryssaren SMS Königsberg, som sänktes av sin besättning efter Slaget i Rufijis delta år 1915.
Den 6 mars 1922 pensionerades Looff från flottan. 1939 återkallades han till tjänst i Kriegsmarine med graden viceamiral, men kvarstod i reservstatus under andra världskriget